# 81-540.5/541.5
81-540.5/541.5 — тип вагонов метрополитена, выпущенный ЗАО «Вагонмаш». Является модификацией вагонов 81-540/541 с незначительными изменениями. Вагоны модели 81-540.5 — моторные головные, 81-541.5 — промежуточные.

## История

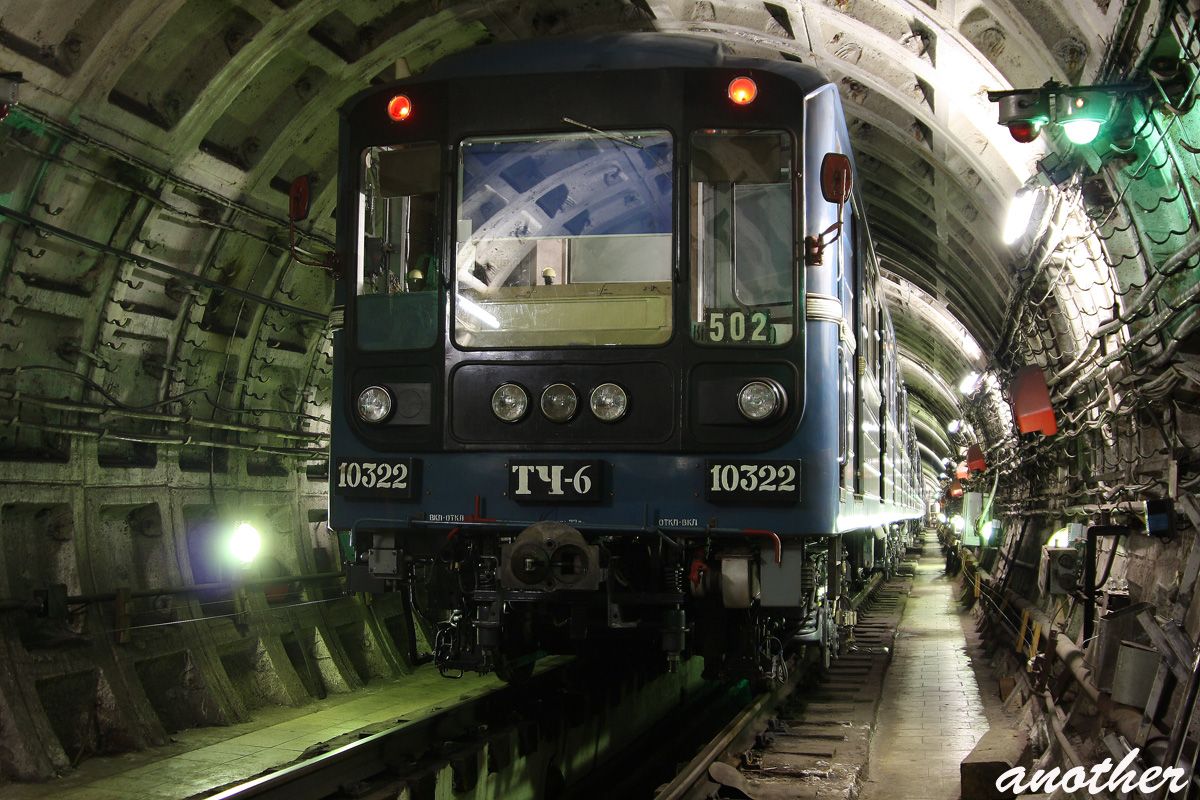
Состав из вагонов 81-540 и 81-541 модификации .5

Вагоны 81-540.5/541.5 были созданы в 2005 году на Петербургском заводе «Вагонмаш», после чего переданы в ТЧ-5 «Невское», откуда до конца 2006 года не допускались до пассажирской эксплуатации. Пассажирская эксплуатация началась пуском 3-х составов из 6 вагонов на Невско-Василеостровскую линию. Летом 2007 года после обмена между ТЧ-5 «Невское» и ТЧ-6 «Выборгское» 16 вагонов было передано в ТЧ-6, а оставшиеся 4 оставлены в ТЧ-5 в качестве резерва. Для совместной эксплуатации с вагонами других моделей 81-540.5 и 81-541.5 были модернизированы системой связи «Пассажир — Машинист»: вагоны из ТЧ-5 — производства ростовской фирмы «Сармат», вагоны из ТЧ-6 — производства «НИИТМ».

## Описание
В маске головных вагонов число фар, по сравнению с 81-540, уменьшилось до 5. Салон вагонов, разработанный фирмой «Автокомпозит», был отделан преимущественно стеклопластиком. У головных вагонов и первых 12 промежуточных салон с потолочными панелями из пластика и фризами вентиляционных проёмов, установлены чебоксарские антивандальные раздельные сидения. На промежуточных вагонах № 11571-11574, в отличие от остальных, потолки и фризы по просьбе службы подвижного состава ГУП «Петербургский метрополитен» изготавливались металлическими в целях пожарной безопасности, производителем сидений стала московская фирма «Метросервис».